# Taru Kuoppa
Taru Kuoppa, född 14 november 1983, är en finländsk bågskytt. Hon deltog vid olympiska sommarspelen 2016.